# Nike+iPod

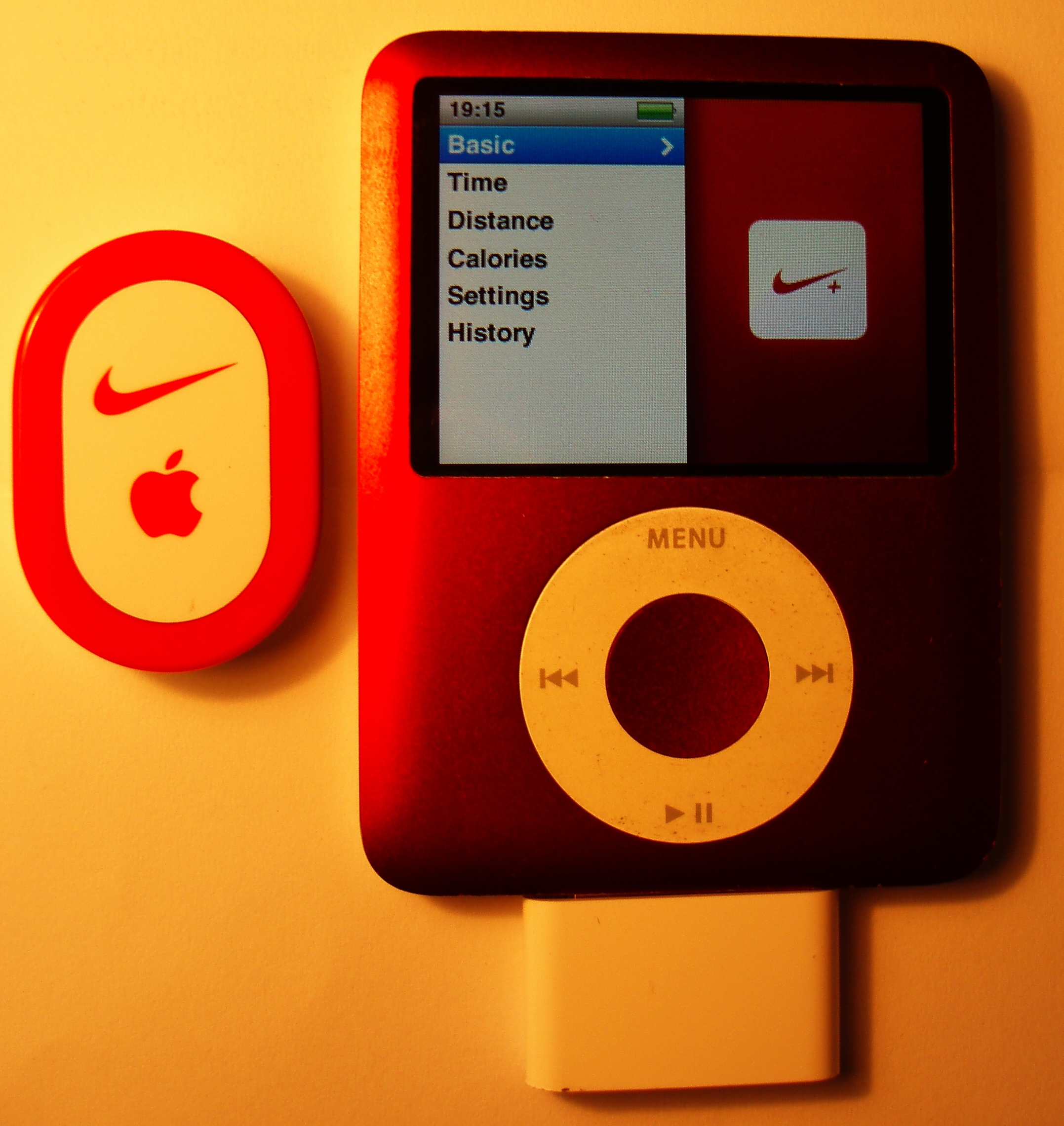
Nike+iPod nano.

Nike+ iPod é um dispositivo que mede e registra a distância e o ritmo de uma caminhada ou corrida. O Nike+ iPod consiste num pequeno acelerômetro ligado ou incorporado a um sapato, que se comunica com a Nike+ Sportband ou com um receptor ligado a um iPod Nano, iPod Touch de 2ª geração ou iPhone 3GS. Se for utilizado o iPod, o software iTunes pode ser utilizado para visualizar a caminhada ou a corrida. O Nike+ iPod surge em resposta ao rival e pioneiro dos sensores de calçado Adidas que, dois anos antes, revolucionou o mercado com o primeiro pedômetro, um sensor de calçado que mede a distância e sincroniza com o Micoach.